# ترانزیستور اثرمیدانی آلی

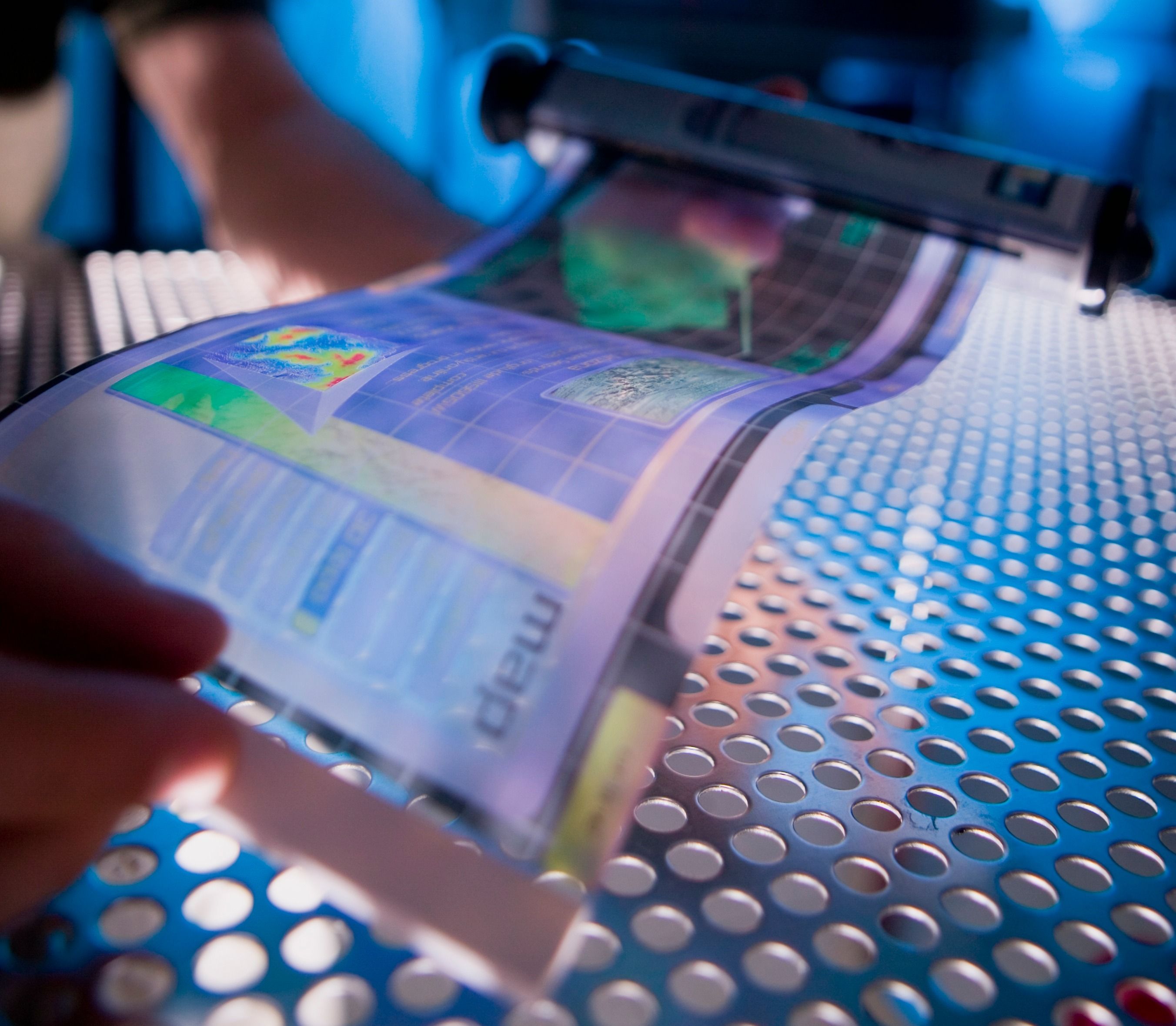
نمایشگر انعطاف‌پذیر برمبنای اوفِت

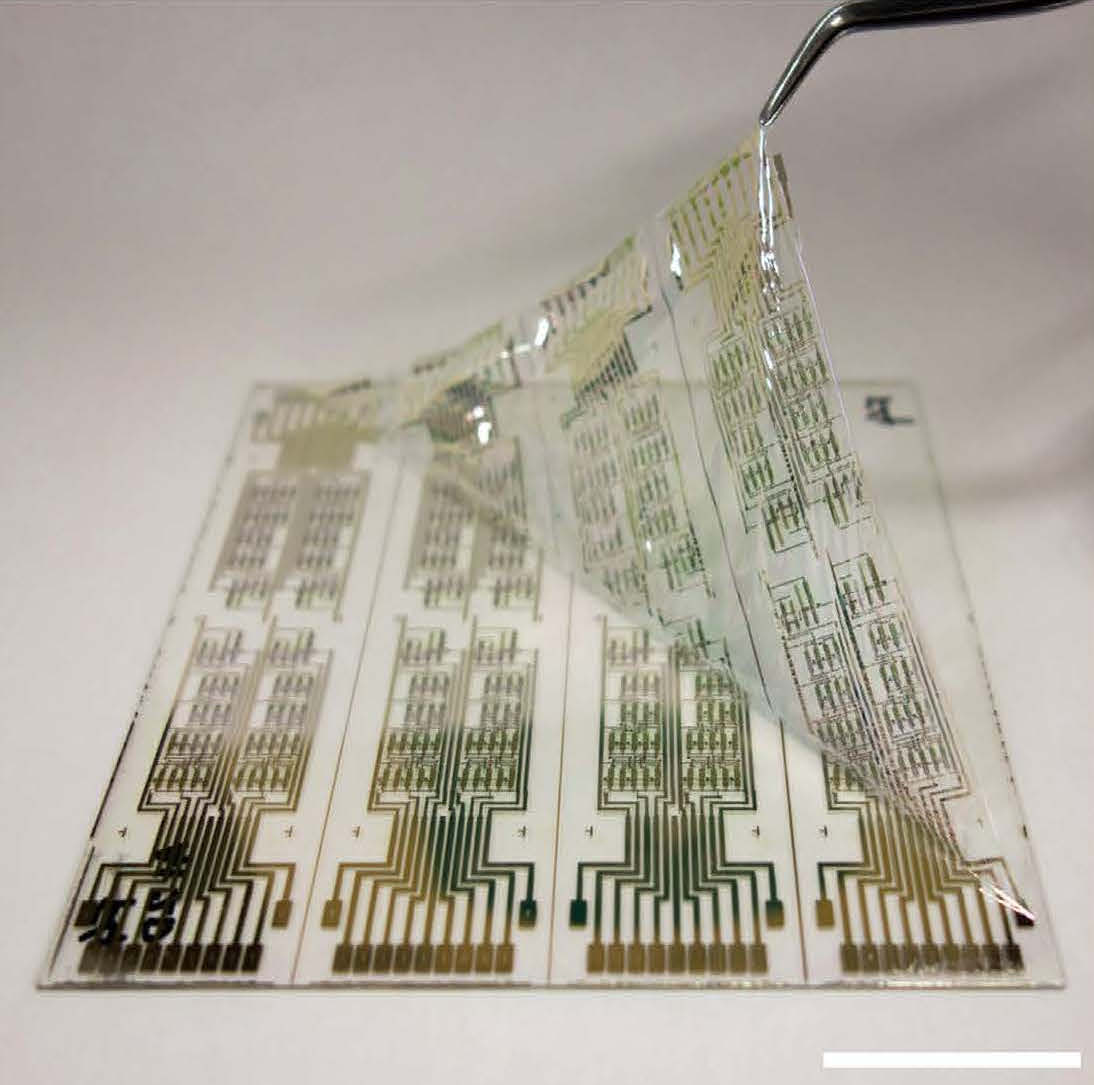
مدار منطقی سیماس آلی. ضخامت کل کمتر از ۳ میکرومتر است. مقیاس نوار: ۲۵ میلی‌متر

ترانزیستور اثرمیدانی آلی (اوفِت) یک ترانزیستور اثر میدانی است که از یک نیم‌رسانا آلی در کانال خود استفاده می‌کند. اوفِت‌ها را می‌توان با تبخیر خلأ از مولکول‌های کوچک، با ریخته‌گری محلول از پلیمرها یا مولکول‌های کوچک، یا با انتقال مکانیکی یک لایه آلی تک-بلوری پودر شده برروی یک زیرلایه تهیه کرد. این ادوات برای تحقق بخشیدن به محصولات الکترونیکی کم‌هزینه، ابعاد-بزرگ و الکترونیکی‌های زیست‌تجزیه‌پذیر تولید شده‌اند. اوفِت‌ها با هندسه‌های مختلف قطعه ساخته شده‌اند. هندسه ادواتی که معمولاً مورد استفاده قرار می‌گیرد، گیت زیرین با الکترودهای درین بالا و سورس است، زیرا این هندسه شبیه ترانزیستور سیلیکون با فیلم نازک (تی‌اف‌تی) است که از سیلیسیم دی‌اکسید به عنوان دی‌الکتریک گیت، با رشد حرارتی رشد می‌کند. از پلیمرهای آلی مانند پلی (متیل-متاکریلات) (PMMA) نیز می‌توان به عنوان دی‌الکتریک استفاده کرد. یکی از مزایای اوفِت‌ها، به ویژه در مقایسه با تی‌اف‌تی‌های غیر آلی، انعطاف‌پذیری فیزیکی بی‌نظیر آن‌ها است که منجر به کاربردهای زیست‌سازگار می‌شود، به عنوان مثال در صنعت مراقبت‌های بهداشتی در آینده از داروهای زیست پزشکی شخصی و بیوالکترونیک.
در ماه مه ۲۰۰۷، سونی اولین نمایشگر تمام پلاستیکی، نرخ فیلم، انعطاف‌پذیر و تمام رنگی را گزارش داد که در آن ترانزیستورهای فیلم نازک و پیکسل‌های گسیلنده نور از مواد آلی ساخته شده‌اند.

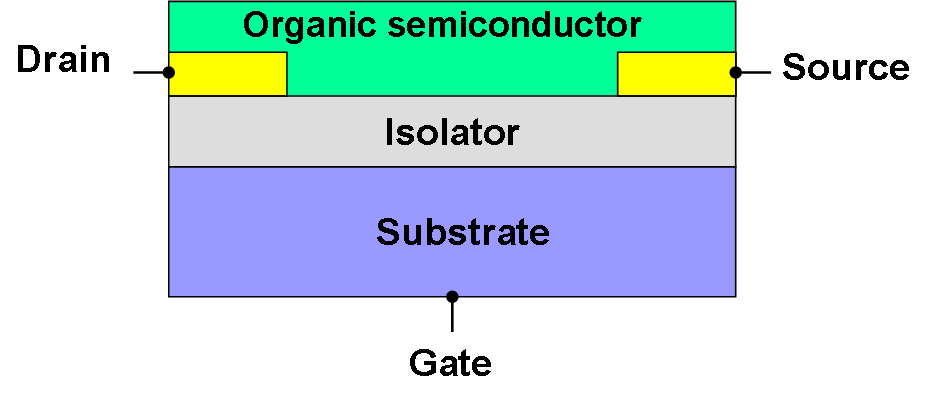
طرح‌واره اوفِت